# Emilio Alarcos Llorach

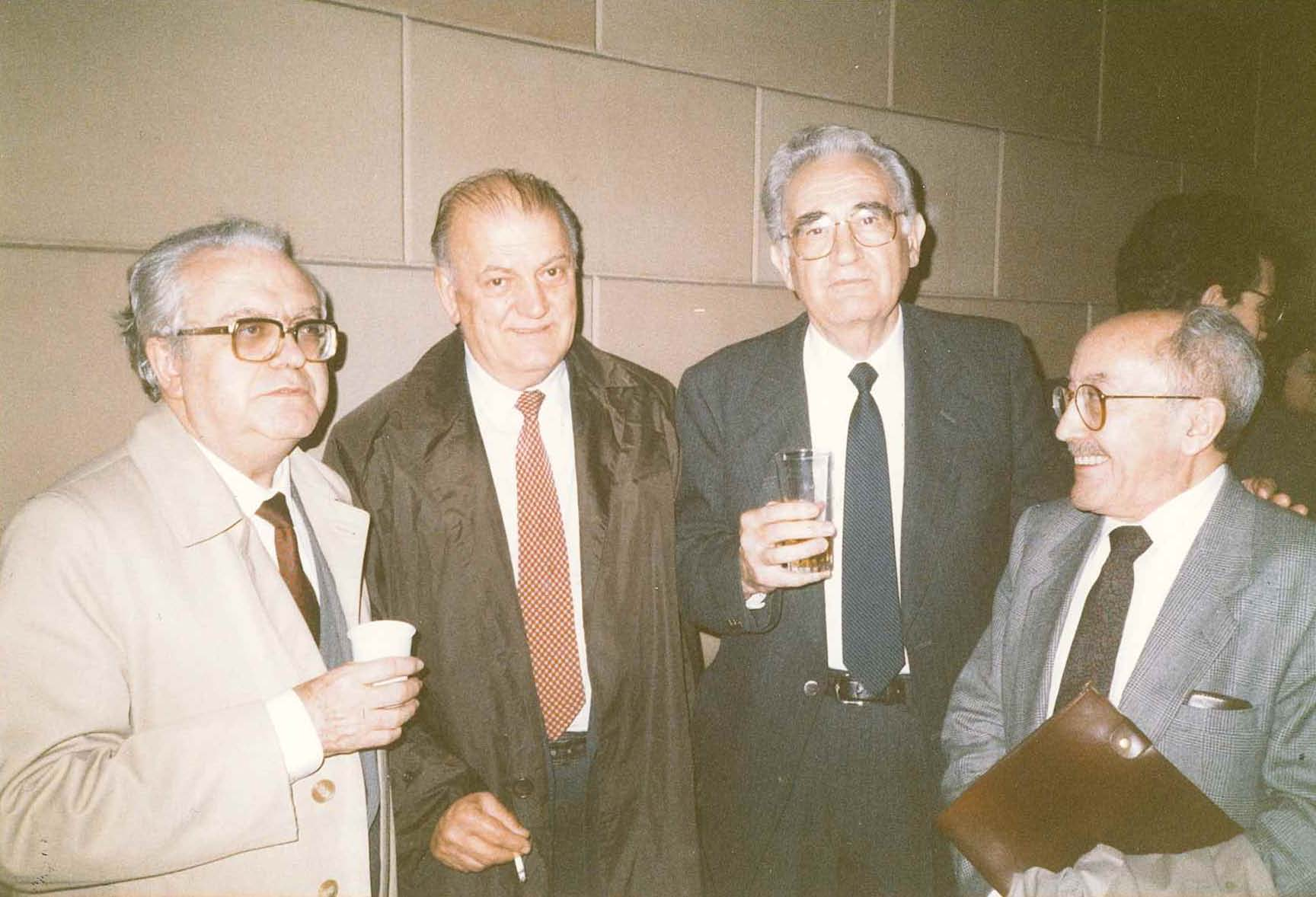
Francisco Marsá (zweiter von rechts) zusammen mit den Philologen Gregorio Salvador, Eugen Coșeriu und Emilio Alarcos (von links nach rechts) in der Universität von Barcelona im März 1989

Emilio Alarcos Llorach (* 22. April 1922 in Salamanca; † 26. Januar 1998 in Oviedo) war ein spanischer Hispanist und Sprachhistoriker.

## Leben und Werk
Alarcos studierte in Valladolid und in Madrid. Nach einer Lektorenzeit an den Universitäten Bern und Basel  promovierte er 1947 bei Dámaso Alonso mit der Arbeit Investigaciones sobre el Libro de Alexandre (Madrid 1948).  Ab 1950 besetzte er an der Universität Oviedo den Lehrstuhl für Spanische Sprachgeschichte. Alarcos gab die Zeitschrift Archivum heraus.

1972 wurde Alarcos in die Real Academia Española gewählt. In Gijón wurde ihm zu Ehren ein Denkmal errichtet.

## Weitere Werke
- Fonología española, Madrid 1950, 4. Auflage 1965, 2012
- Gramática estructural, Madrid 1951, 1971, 1974
- Ángel González, poeta. Variaciones críticas, Oviedo 1969
- Estudios de gramática funcional del español, Madrid 1970, 3. Auflage 1980, 1999
- Ensayos y estudios literarios, Madrid 1976
- El español, lengua milenaria (y otros escritos castellanos),  Valladolid 1982, 1989, Palencia 2009
- Estudis de lingüística catalana,  Barcelona 1983 (aus dem Spanischen übersetzt)
- Gramática de la lengua española, Madrid 1994, 2009
- La poesía de Ángel González, Oviedo 1996
- Blas de Otero, Oviedo 1997
- El fruto cierto. Estudios sobre las odas de fray Luis de León, hrsg. von Emilio Martínez Mata, Madrid 2006
- Mester de poesía (1949–1993), hrsg. von José Luis García Martín, Madrid 2006
- Eternidad en vilo. Estudios sobre poesía española contemporánea,  hrsg. von José Luis García Martín, Madrid 2009
- Representaciones gráficas del lenguaje, hrsg. von José Polo, Madrid 2011
- Notas inéditas al Cancionero inédito de A. S. Navarro, hrsg. von  José Luis García Martín, Madrid 2012